# إدغار فيلدز
إدغار فيلدز (بالإنجليزية: Edgar Fields)‏ هو لاعب كرة قدم أمريكية أمريكي، ولد في 10 مارس 1954 في أوستن في الولايات المتحدة.

## وصلات خارجية
- إدغار فيلدز على موقع مرجع كرة القدم المحترفة.كوم (الإنجليزية)